# بيدرو باسكولي
بيدرو بابلو باسكولي (بالإسبانية: Pedro Pasculli)‏ (من مواليد 17 مايو 1960 في سانتا في): لاعب كرة قدم أرجنتيني سابق ويعمل حاليا كمدير فني لنادي سيتانوفا، في دوري الإيطالي الدرجة D. وكان ضمن تشكلية المنتخب الارجنتيني عندمل فاز بكأس العالم عام 1986.

## وصلات خارجية
- بيدرو باسكولي على موقع الاتحاد الدولي (مؤرشف)  (الإنجليزية)
- بيدرو باسكولي على موقع قاعدة بيانات كرة القدم.إي يو (الإنجليزية)
- بيدرو باسكولي على موقع ناشيونال فوتبول تيمز (الإنجليزية)
- بيدرو باسكولي على موقع عالم كرة القدم.نت (الإنجليزية)
- بيدرو باسكولي على موقع كووورة